# Наревка
Нарѐвка (на полски: Narewka; на беларуски: Нараўка) е село в Източна Полша, Подляско войводство, Хайновски окръг. Административен център е на селската община Наревка.
Селището е разположено край двата бряга на река Наревка, в близост до Беловежкия национален парк и границата с Беларус. Отстои на 18 км североизточно от окръжния център Хайнувка, на 65 км югоизточно от войводската столица Бялисток, на 45 км източно от Белск Подляски и на 123 км южно от беларуския град Гродно.
Според данни от полската Централна статистическа служба, през 2011 г. населението на селото възлиза на 935 души.
- Графика. Промени в броя на жителите в периода 1885 – 2011 г.[3]

## История
Към 1885 г. Наревка е градче в Пружански окръг, с 863 жители, от които 778 евреи. Има синагога, две православни църкви и параклис. Разполага с речно пристанище и пощенска станция.

## Забележителности
В регистъра на недвижимите паметници на Националния институт за наследството са вписани:
- Православна църква „Св. Николай Чудотворец“, изградена след 1860 г., рег.№ 759 от 29.04.1993 г.
- Еврейско гробище, край пътя за Гушчевина, втората четвърт на XIX век, рег.№ А-99 от 10.03.1994 г.